# 亚历克斯·哈德利
亚历克斯·哈德利（英語：Alex Hadley，1973年9月14日—），澳大利亚男子游泳运动员。他曾代表澳大利亚参加1996年、2004年和2008年夏季残疾人奥林匹克运动会游泳比赛，获得一枚金牌和一枚银牌。